# 李珣 (前蜀)
李珣（约881年—约930年），一作李洵、李询，字德润，梓州（今四川省三台縣）人，五代十国时前蜀波斯裔词人、药学家、文学家。

## 生平
李珣事迹略见于《鉴戒录》、《茅亭客话》、《历代诗余》诸书。其祖先为波斯人，可能是波斯国商人李苏沙之后。李珣祖先隋代到中国，唐初随国姓改姓李姓，其父经商，随唐僖宗入蜀，定居梓州。李珣少有诗名，妹李舜弦能作诗，被前蜀最后一位君主王衍納入後宮，封為昭仪。李珣以秀才预宾贡，好辞章，为王衍所爱。他和成都校書尹鶚是好友，尹鶚性格滑稽，常開李珣的玩笑，稱其在當時看來與眾不同的波斯外貌為「鼻高如山梁，兩眼佈深藍」。李珣則回他「山高有靈氣，深淵更清明」。前蜀亡后，他守节不仕。李珣晚年从事炼丹活动，耗尽家产，逝世前之家产仅只道书和药囊而已。弟李玹（字廷仪，又称李四郎）亦以卖香药为业，也是炼丹术士兼药物学家。

## 医药学
李珣精通医理，其家族经营香药为业。他受家庭熏陶，收采海药，加以详论。曾遨游岭南，参考古书几十种，归后撰《海药本草》（又名《南海药谱》）6卷，是一部具有中国传统特色的本草书。介绍海外各种药方，专门收集由国外输入之药物，载入海桐皮、天竺挂、没药等外来药。其间载有食疗方剂与药物。李珣对来自非洲、欧洲、亚洲各国的药物，从产国，形状特征，药性和功能以及鉴别真伪之方法，都一一详加解释。这对引进矿、植物药意义很大。原书已佚，受到后世医家尊重而予以摘录。宋朝唐慎微著《政和证类本草》和明代李时珍《本草纲目》曾加引用，现尚存药物124种。

## 诗词
李珣有诗名，善写小词，《花间集》称“李秀才”，为“花间派”重要词人之一，著有《琼瑶集》，已佚。今传《琼瑶集》为王国维所辑。《全唐诗》第十二函第十册，录其诗词五十四首。存世词作五十四首，作品散见《花间集》、《尊前集》等选本，《花间集》亦选其词三十七首。《全五代词》卷四六，有其渔父歌三首。

### 风格
他的作品题材较广，风格朴素，感情细腻，构思奇巧，生动感人，多描写南国风土人情之作，有乐府遗音。其他的词多是男女之间的离情别绪的抒写和对退隐生活的赞美。其词亦有描写男女情事之作，难免沾染五代词香艳淫巧的习气，但也有部分词作能脱此藩篱，如《南乡子》一组词18首，以南国风光为背景，风格轻婉、明丽清新、语言隽秀、清新活泼，富于地方色彩，颇有特色。所作《浣溪沙》“早为不逢巫峡梦，那堪虚度锦江春”词，与《南乡子》、《渔歌子》等为词家竞相传诵。《巫山一段云》抒写感慨，格调高远，能脱除当时淫巧之风。他对北宋词人颇有影响。《全唐诗》第十二函第十册，录其诗词五十四首。

### 评价
- 《历代词人考略 卷五》况周颐：“李秀才词，清疏之笔，下开北宋人体格”。[4]
- 宋人《茅亭客话》：“李德润国亡不仕，词多感慨之音”。
- 清朝杨希闵《词轨》卷二：“其《琼瑶集》足与《浣花》雁行，声情凄丽，令人回肠荡气”。
- 《鉴诫录》：““所吟诗句，往往动人”。
- 《栩庄漫记》：“李德润词，大抵清婉近端己，其写南越风物，尤极真切可爱。”

## 宗教背景
李氏家族的宗教信仰有三種說法：祆教、景教或者道教。李舜弦的一闋詞中有描述一種祆神維施帕卡使用的武器。黎國韜認為李氏兄妹信奉祆教，並因此影響前蜀皇帝王衍奉教。羅香林認為李氏家族信奉景教，因為大多數景教教士在藥材醫學方面造詣很高，他們通常一邊傳教一邊行醫。不過李珣也留有兩闋《女冠子》描繪女道士的節操，並在《海藥本草》中記述了很多和道教煉丹術（類似西方鍊金術）有關的藥材。陳明在學術論文中稱他更傾向於羅香林的觀點，認為李氏兄妹很可能是受了道教影響的景教徒。

## 另見
- 川主與祆教的關聯

## 外部連結
[在维基数据编辑]
 在维基文库阅读此作者作品